# Stenurella approximans
Stenurella approximans es una especie de insecto coleóptero de la familia Cerambycidae. Estos longicornios se distribuyen por la península ibérica y el noroeste del norte de África.
Miden entre 8 y 12 mm. Son primaverales y florícolas.